# Institut für Solare Energieversorgungstechnik
Das Institut für Solare Energieversorgungstechnik (ISET) war ein der Universität Kassel angegliedertes außeruniversitäres Forschungsinstitut (An-Institut), aus dem am 1. Januar 2009 – nach Aufnahme des ISET in die Fraunhofer-Gesellschaft – der Institutsteil Kassel des Fraunhofer-Institut für Windenergie und Energiesystemtechnik (IWES) und im weiteren Verlauf im Jahr 2018 das Fraunhofer-Institut für Energiewirtschaft und Energiesystemtechnik (IEE) hervorgegangen ist.
Das 1988 gegründete Institut hatte sich auf die anwendungsnahe Forschung zur Elektro- und Systemtechnik für die Nutzung erneuerbarer Energien spezialisiert. Das Institut war bis zur Verschmelzung auf die Fraunhofer-Gesellschaft von der Rechtsform her ein Verein, Träger des gemeinnützigen Instituts waren das Land Hessen und die Universität Kassel. 2008 waren rund 180 Wissenschaftler, Studenten und Angestellte im Institut tätig. Neben einer Grundfinanzierung des Landes Hessen finanzierte sich das ISET vor allem aus öffentlich geförderten Forschungsprojekten und Industrieaufträgen.
Kernkompetenz und Arbeitsgebiet des Instituts war die „Energie-Systemtechnik für die Nutzung Erneuerbarer Energien“. Dabei wurden die verschiedenen Technologien zu Systemen kombiniert und ingenieurwissenschaftliche Fragestellungen zur Optimierung der Eigenschaften der Gesamtsysteme untersucht. Das ISET bündelte so unter anderem auch die Forschungs- und Entwicklungsarbeiten der auf die jeweiligen Einzeltechnologien spezialisierten Fachinstitute. Zu Systemen kombiniert wurden alle Technologien zur Nutzung erneuerbarer Energien – insbesondere Photovoltaik, Wind-, Bio- und Meeresenergie und Wasserkraft – unter Einbeziehung dezentraler Generatoren, Energiespeichern, Netzen und Laststeuerung. Schlüsselelement dieser Energie-Systemtechnik waren die leistungselektronischen Stellglieder (insbesondere die Wechselrichter) und ICT-gestützte Betriebs- und Regelungsverfahren. Schwerpunkt der Forschungsarbeiten des ISET sind hierbei die elektrischen Systeme.